# Feminicidio de Katherine Gómez
Katherine Yolanda Gómez Machare fue una joven peruana que falleció a los 18 años, víctima de un feminicidio. El 18 de marzo de 2023 fue atacada por su pareja, Sergio Tarache Parra, quien le prendió fuego en los alrededores de la Plaza Dos de Mayo (Cercado de Lima). La muchacha fue auxiliada por los transeúntes, quienes llamaron a los bomberos. Katherine fue trasladada por los bomberos al Hospital Arzobispo Loayza donde falleció el 24 de marzo como consecuencia de las graves quemaduras de segundo y tercer grado presentes en más del 60 % de su cuerpo.
El crimen fue cubierto por distintos medios de prensa locales. El caso motivó un pronunciamiento de la presidenta de la Corte de Lima, María Vidal La Rosa Sánchez, quien repudió los hechos.

## Desarrollo del caso

### Denuncia y detención
El sistema de justicia peruano tardó cuatro días, hasta el 22 de marzo, en solicitar la ubicación y captura nacional e internacional de Sergio Tarache Parra por el delito de tentativa de feminicidio en agravio de Katherine Gómez Machare, señalándolo como principal sospechoso de haberla rociado y quemado con gasolina el 18 de marzo de 2024.
El 24 de marzo de 2023, el día de la muerte de Katherine, la Policía Nacional del Perú informó que se había conformado un equipo especial para la detención de Sergio Tarache, quien fue incorporado en la lista de los más buscados del Programa de Recompensas del Ministerio del Interior. Se ofreció una recompensa de S/ 50,000 a cambio de información sobre su paradero.
El 12 de abril de 2023, la Policía Nacional del Perú informó que Sergio Tarache había sido detenido en Bogotá, Colombia, a las 7:00 p. m. del 11 de abril de 2023. Al enterarse de la noticia, la madre de Katherine Gómez y el Ministerio de la Mujer y Poblaciones Vulnerables pidieron a las autoridades actuar con celeridad para que se obtenga justicia. El 14 de abril de 2023 la Corte Superior de Justicia de Lima solicitó a la Fiscalía de la Nación la detención preventiva con fines de extradición de Sergio Tarache Parra.
El 31 de enero de 2024, diez meses del feminicidio de Katherine Gómez, el Ministerio del Interior del Perú reportó que Sergio Tarache, feminicida confeso, llegó al Perú el 30 de enero de 2024.

### Condena
El 3 de septiembre de 2024, el Segundo Juzgado Penal Colegiado Permanente de la Corte Superior de Justicia de Lima inició el juicio a Sergio Tarache por el feminicidio agravado de Katherine Gómez. El juicio oral se realizó de forma virtual. La Fiscalía solicitó una condena de 30 años, 6 meses y 20 días de prisión para Sergio Tarache por el delito de feminicidio agravado. No obstante, la madre de Katherine Gómez rechazó por completo la pena propuesta por la Fiscalía y exige cadena perpetua.
El 10 de septiembre de 2024, Sergio Tarache Parra se declaró culpable del delito de feminicidio en agravio de Katherine Gómez, pero rechazó la reparación civil que la Fiscalía planteó. El 12 de septiembre de 2024, Sergio Tarache Parra fue condenado a 26 años de prisión por el delito de feminicidio agravado de Katherine Gómez.

## Impacto social y activismo feminista
El feminicidio de Katherine Gómez, de 18 años, junto con otros casos como los de Juanita Mendoza y Eyvi Ágreda, revelan las formas más crueles y agresivas de los feminicidios en el Perú. Estas formas crueles de feminicidio reflejan cómo la discriminación y subordinación estructural contra las mujeres, exacerbada por el machismo, sigue acabando con la vida de las mujeres en el Perú.
El 24 de marzo del 2023, la organización Manuela Ramos convocó un plantón en los exteriores del Ministerio de la Mujer y Poblaciones Vulnerables a raíz del fallecimiento de Katherine Gómez y a las declaraciones realizadas por la ministra de ese sector, Nancy Tolentino, quien mencionó que las mujeres “deben elegir bien a sus parejas”.